# Seron (Fernelmont)
Pour les articles homonymes, voir Seron.
Seron est un hameau de la section de Forville, dans la commune de Fernelmont, en Région wallonne, dans la province de Namur, en Belgique. Il fait partie de la région naturelle de Hesbaye. Le hameau est arrosé par le ruisseau de Seron.

## Histoire
Le hameau de Seron se trouve entre le village de Meeffe et celui de  Forville, à la limite entre la  province de Namur et celle de Liège. La richesse du sol de la région, propice à la culture céréalière y a attiré les hommes depuis très longtemps. Il existe des traces de l'occupation du village voisin de Meeffe par des populations de l'époque du néolithiques (en Europe de 7000 à 3300 avant J.C). En 1885, l'ancien bourgmestre de la commune voisine de Hanneche, M Tihon, fit don au Musée d'archéologie de Liège d'une collection d'antiquités de cette époque et provenant de la région (surtout de Meeffe) (haches polies, marteaux, percuteurs en pierre).
L'âge du bronze, puis l'âge du fer, périodes de la protohistoire, succèdent à cette période préhistorique (entre 3000 et 1000 av. J.C).
Vers 450 av. J-C, les Celtes pénétrent dans la région, venant des Alpes. La région de Seron-Meeffe faisait vraisemblablement partie à cette époque des territoires de la tribu des Aduatuques.
L'invasion de la Gaule par les Romains en l'an 57 avant J.C sous le règne de Jules César provoque une extermination et un repeuplement aidé par des dotations à des anciens soldats et à des esclaves prisonniers de guerre. Le peuplement antérieur est bouleversé. L'occupation dure quatre siècles et laisse des traces profondes dans la région. C'est le début, pour le village de Seron, d'une accumulation de traces historiques qui, si elles ne sont pas si riches, sont lourdes de sens. De l'occupation romaine découle notamment le fait que le village se situe dans une des régions les plus septentrionales de langue romane en Europe à moins de vingt kilomètres de la frontière linguistique qui sépare la région de langue française (Région wallonne) de la région de langue néerlandaise en Belgique.
Depuis 985, le hameau Seron, qui formait une enclave  en région namuroise, faisait partie de Ban de Meeffe et donc de la Principauté de Liège, elle-même État du Saint-Empire romain germanique. Cette Principauté a existé pendant 800 ans, jusqu'en 1789, date de la révolution liégeoise. En 1795 la Principauté est rattachée à la  France, sous sa Première République. Sous le régime français, l'enclave liégeoise de Meeffe-Seron est rattachée au  département de l'Ourthe. Après l'indépendance de la Belgique en 1830, l'enclave disparaît et le village est rattaché à la Province de Namur.

## Témoins de l'histoire du village

### Tumuli de Seron

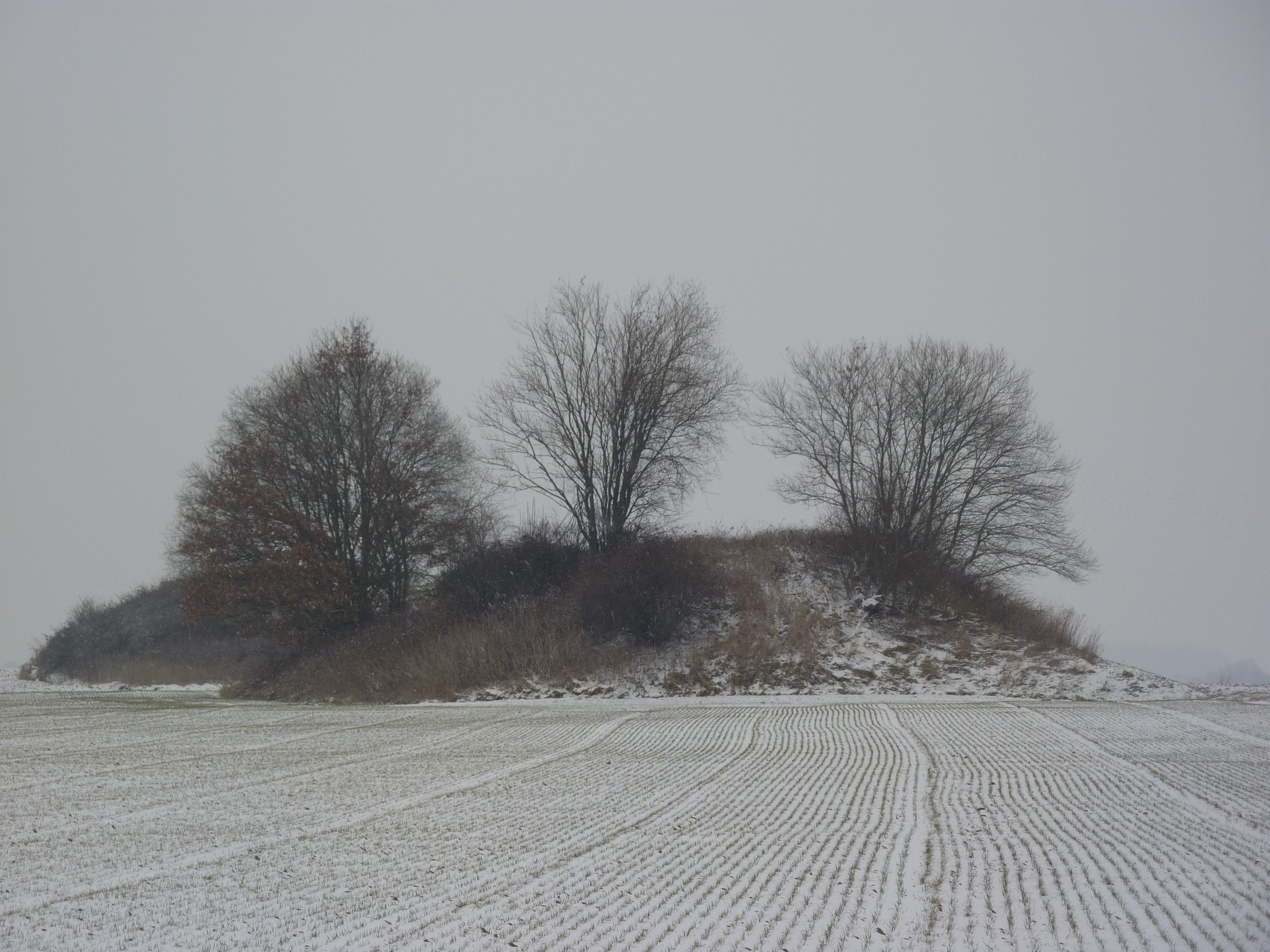
Tumuli de Seron datant du IIe siècle de notre ère. Les dernières fouilles datent de 2018

À l'entrée nord de Seron, vers Meeffe, les trois tumuli de Seron, dits tombes de Seron forment un curieux alignement de petites buttes de près de 6 m de haut sur environ 25 m de diamètre dont deux se joignent par la base. Fouillées en 1854 par Eugène Del Marmol, leur mobilier - cruchon en verre, urne en poterie grise… - est entreposé au Musée archéologique de Namur, le plus riche de Belgique en ce domaine. On peut les dater de la première moitié du IIe siècle de notre ère,
.

### Vierge de Seron

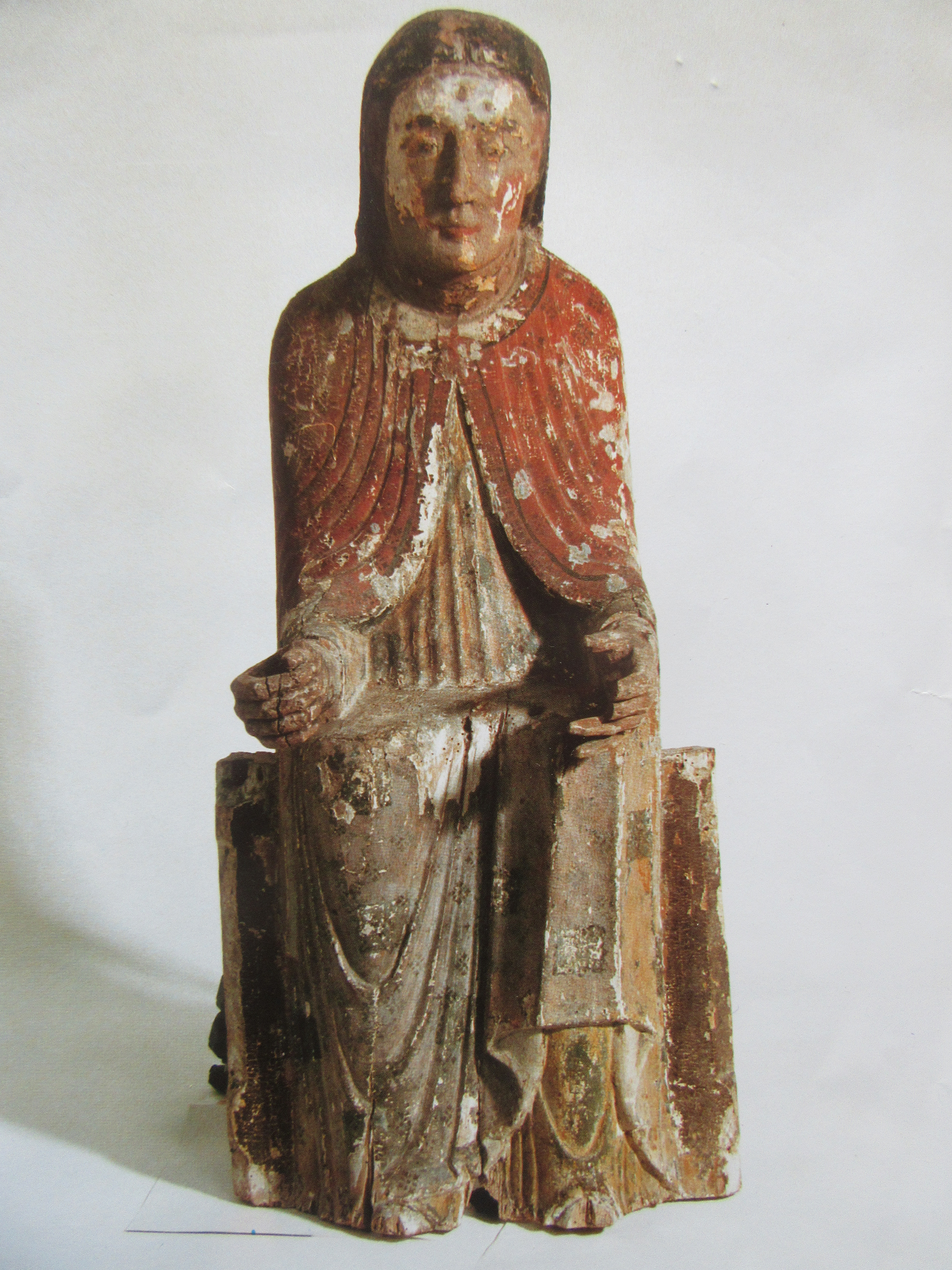
Vierge de Seron (Fernelmont) avant sa restauration, aujourd'hui au Musée du TREMA à Namur. Témoignage exceptionnel du roman mosan. L'enfant et les mains font défaut. Estimation, année 1170

Une vierge en bois datant du XIIe siècle est découverte par hasard en 1967 par l'abbé Wilhelmy dans un dépôt de bois proche de la chapelle Saint-Laurent à Seron. Cette Sedes Sapientiae (Vierge en majesté), qui été restaurée à l'Institut du patrimoine artistique (IRPA) à Bruxelles grâce à l'aide de le Fondation Roi Baudouin, date d'environ 1170.
C'est, selon l'historien Léopold Génicot, une des plus anciennes Vierges en majesté que possède le pays .
Elle a été confiée, après cette restauration en 2014, à la Société archéologique de Namur et placée au Musée des arts anciens de Namur (TREMA) pour en assurer sa conservation. Cette restauration a représenté trois mille heures de travail. L'original de la statue était réalisé en peuplier. Une copie en bouleau a été réalisée par le sculpteur Christian Patriarche et donnée à la paroisse

### Pierre tombale d'Eustache (ou Ystasse) de Seron
La même chapelle néoclassique Saint-Laurent sur la place de la Chapelle à Seron, contient (reléguée dans une annexe) la plus ancienne pierre tombale de la région (1381), celle d'Eustache ou Istasse de Seron et de son épouse : témoignage presque unique de chevalier du Moyen Âge, en style gothique rayonnant. Deux niches surmontées de frontons et de dais ornés de rosaces. Le défunt porte casque, armure et éperons. Il est ceint d'un baudrier, insigne de sa dignité de chevalier. Il porte aussi une dague, une épée et un écu blasonné  .

### Château de Seron
Le château de Seron, parfois appelé Maison du Comte dépendait jadis du ban de Meeffe et de la principauté de Liège. Admirable manoir traditionnel, typique de la Renaissance mosane, parmi ceux rencontrés en Hesbaye de ce style, édifiés par d'habiles notables de la région au XVIIe siècle et celui-ci par Richard de Hemricourt de Ramioul . Tour ronde fortifiée au nord percée de meurtrières, et, à l'avant, jolie façade en brique et pierre bleue avec son harmonieuse galerie toscane datée de 1633, au triple portail en anse de panier, curieux mélange gothico-renaissance du plus bel effet et par ses deux rangées de fenêtres reliées de cordons de pierre.
En mai 1706, avant la Bataille de Ramillies, le maréchal de Villeroy, qui commandait l'armée française défaite devant l'armée anglo-hollandaise commandée par duc de Malbourough a logé en personne au château de Seron. Le champ de la bataille se situe à  Ramillies et Tavier à 5 km au nord-ouest de Seron ,.

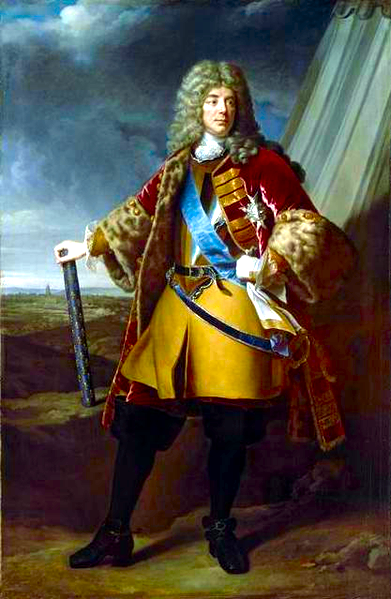
maréchal de Villeroy (1644-1730)
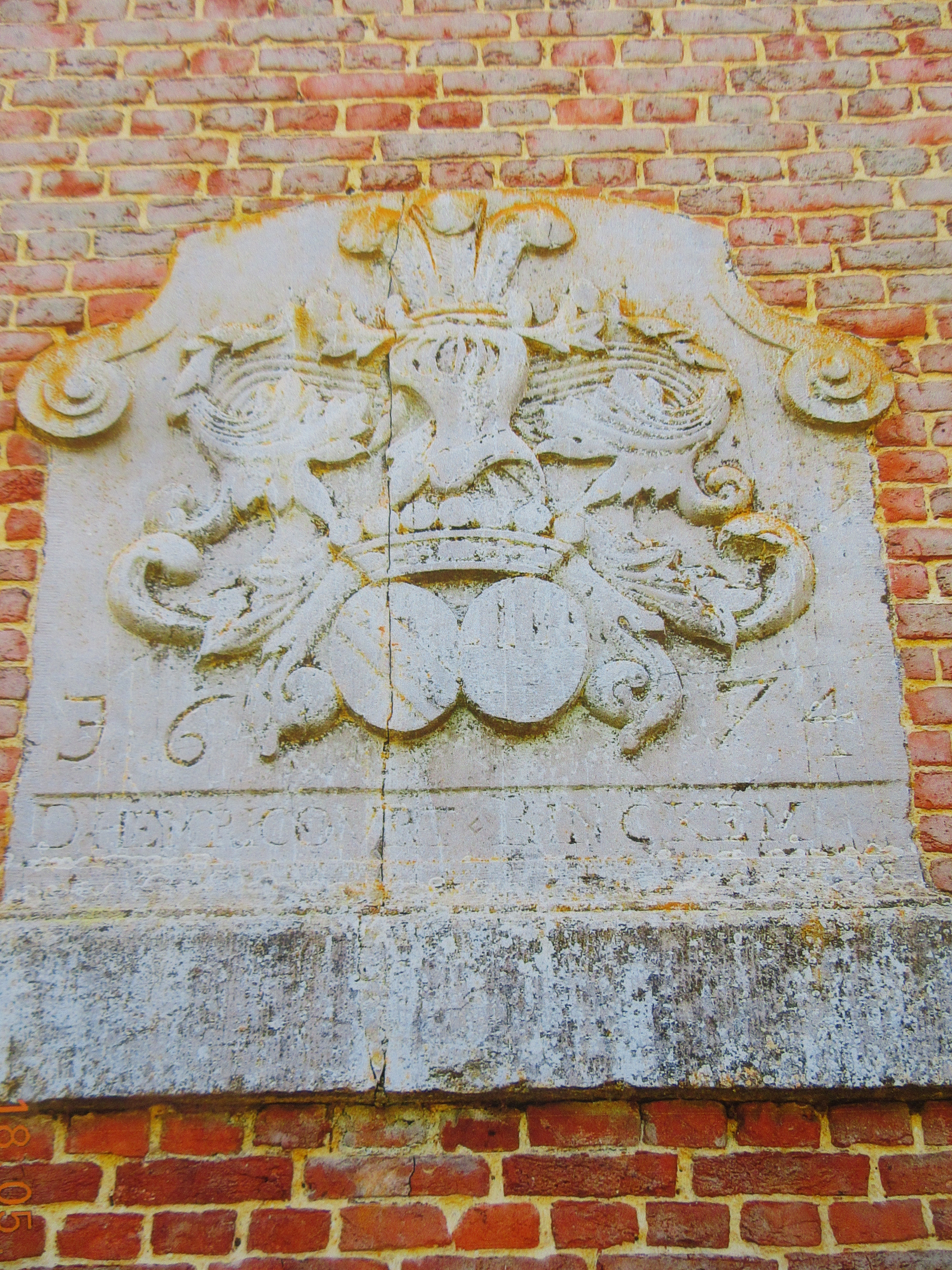
Armoiries de la famille d'Hemricourt dans la grange de la ferme de Seron, 1674
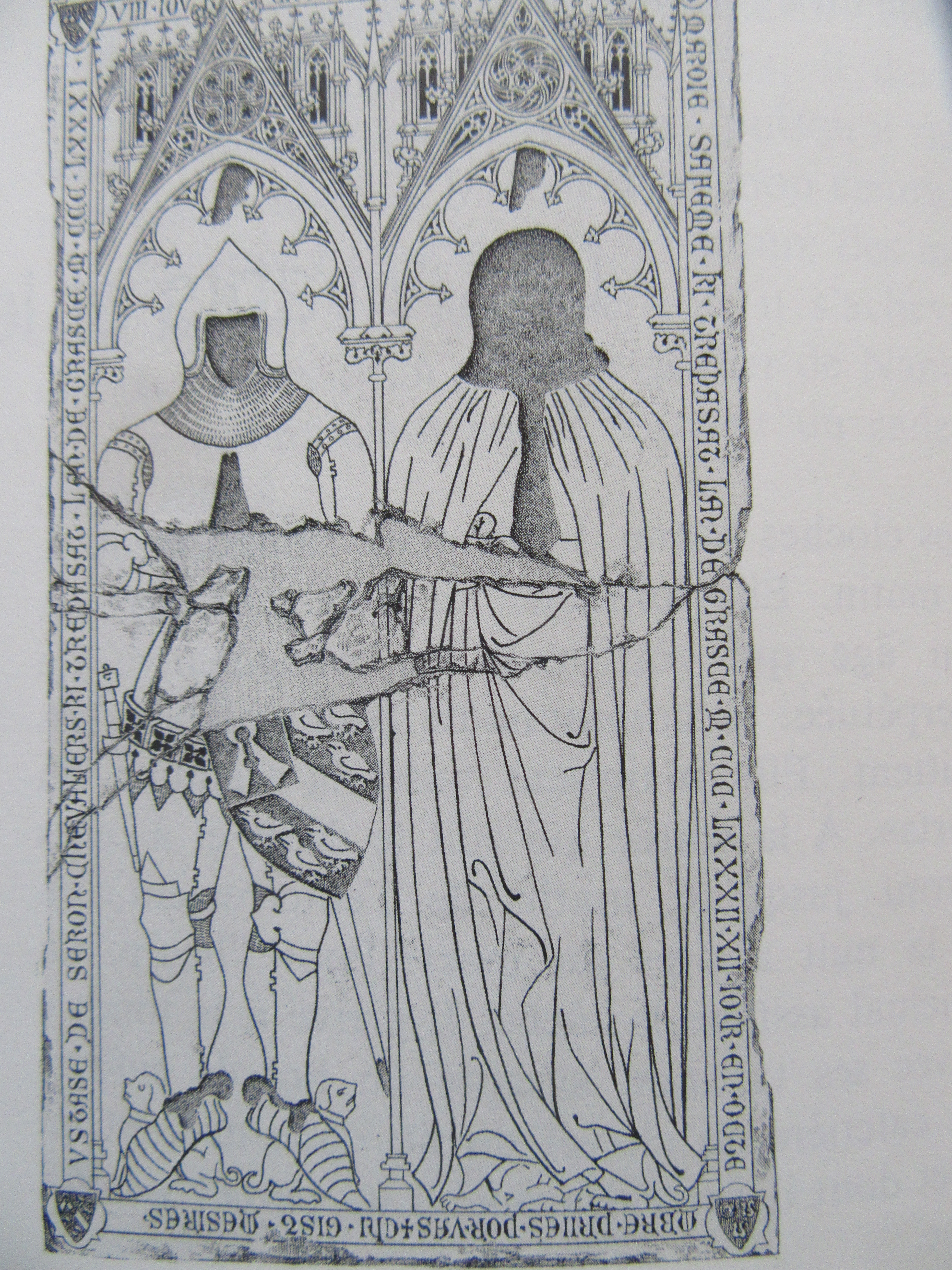
Pierre tombale du chevalier Eustache de Seron, 1381
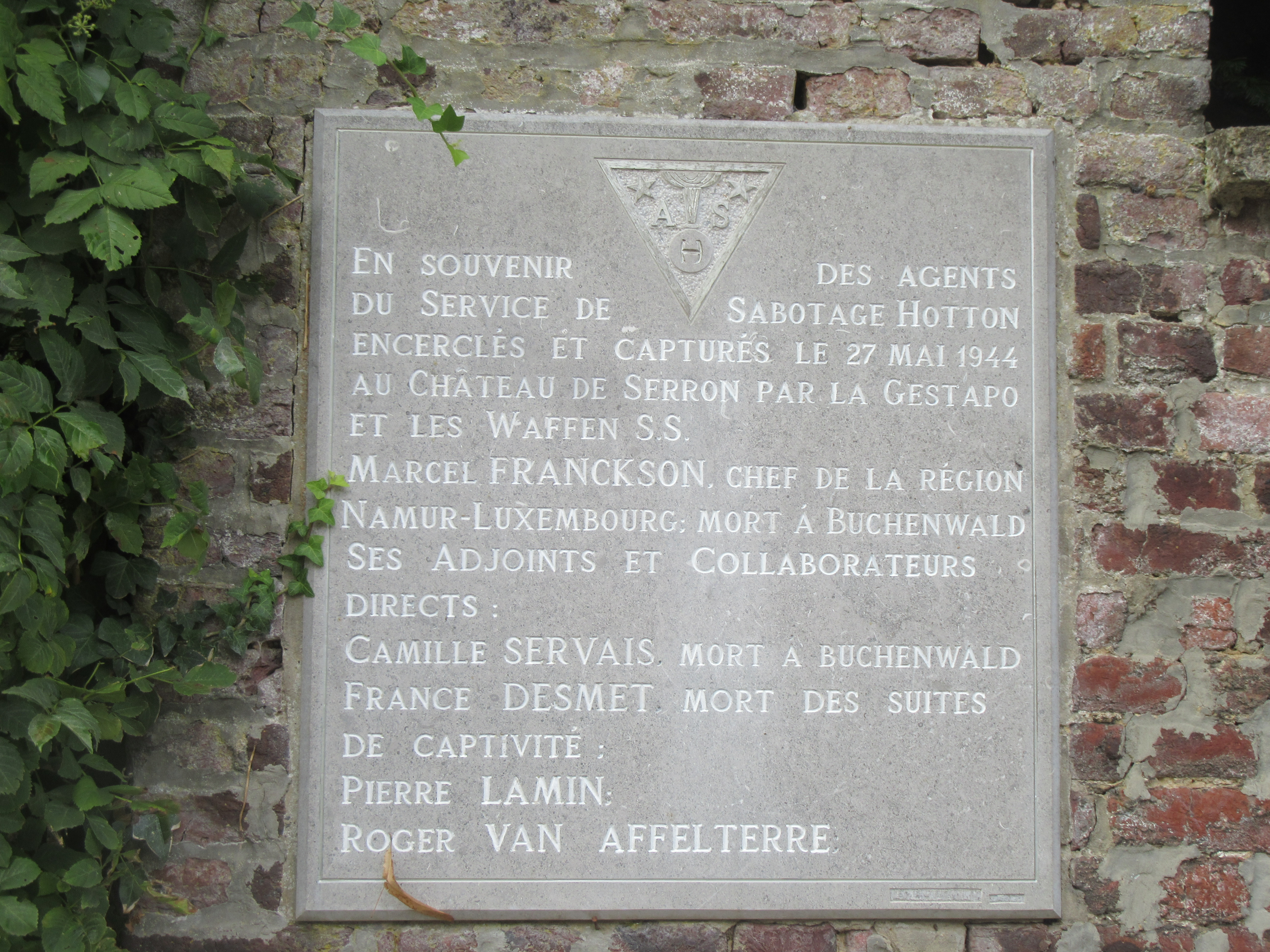
plaque commémorative de la capture de membres du Groupe D du Service de Sabotage Hotton par la Gestapo en 1944. (apposée rue de Branchon, 111)

### Ferme de Seron
La ferme du château ou ferme de Seron, voisine de la Maison du Comte (mais non-contigüe), présente une façade de style renaissance mosane à deux niveaux sur haut soubassement chanfreiné en calcaire, soulignée par des cordons horizontaux de pierre. Elle est datée en façade par des ancres « 16.. ». Dans la grange de la ferme, fut scellée une dalle aux armes d'Hemricourt-Binckem datée de 1674. Au sud, un porche sur haut soubassement en brique, à chanfrein de pierre, percé d'arquebusières de part et d'autre, donne accès à la basse-cour pavée. À la droite du porche, une petite tour carrée aux quatre coins en harpes calcaires verticales ferme la cour du côté est.

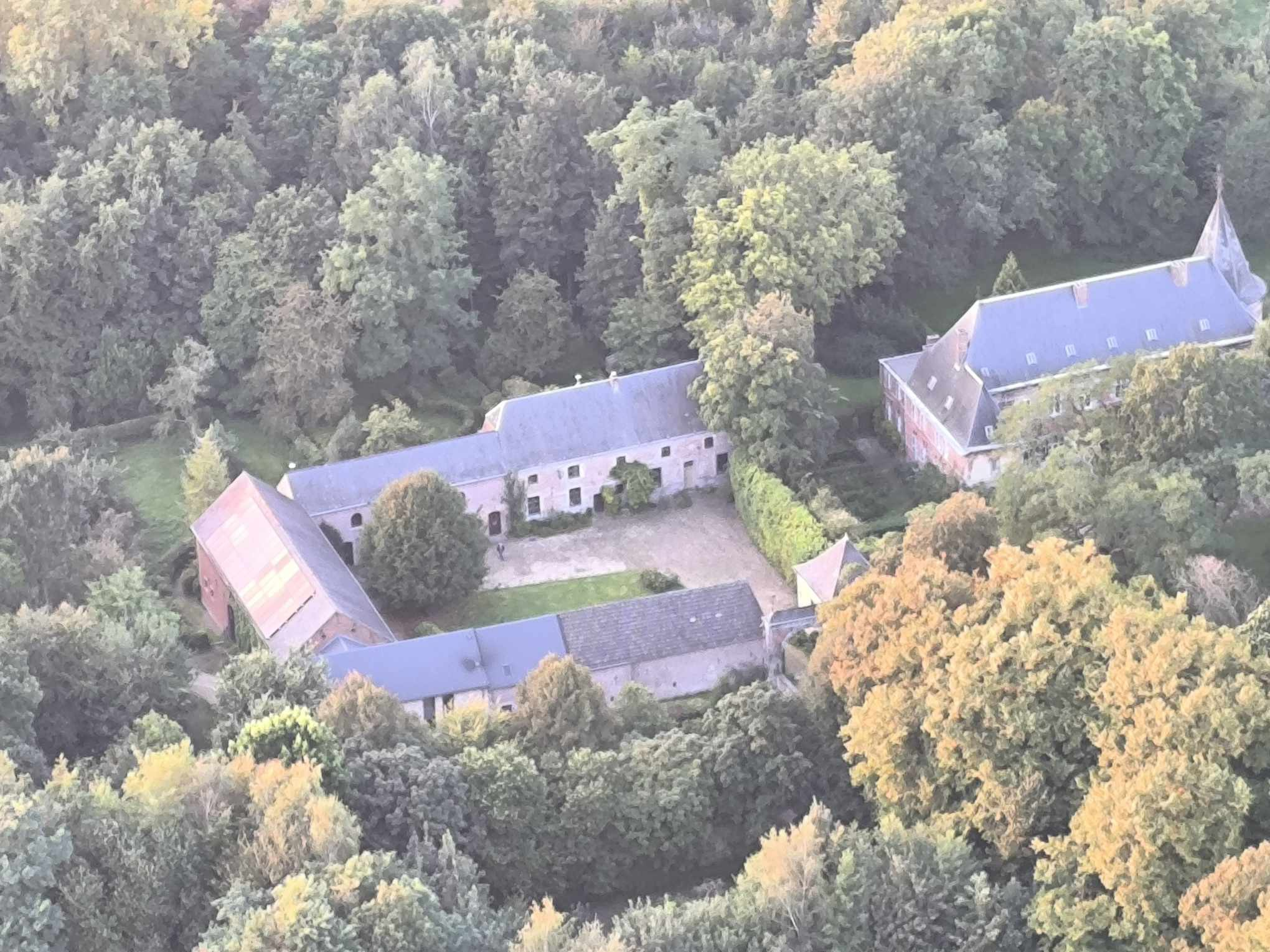
Vue aérienne (2024) de la Ferme-château de Seron (1633)
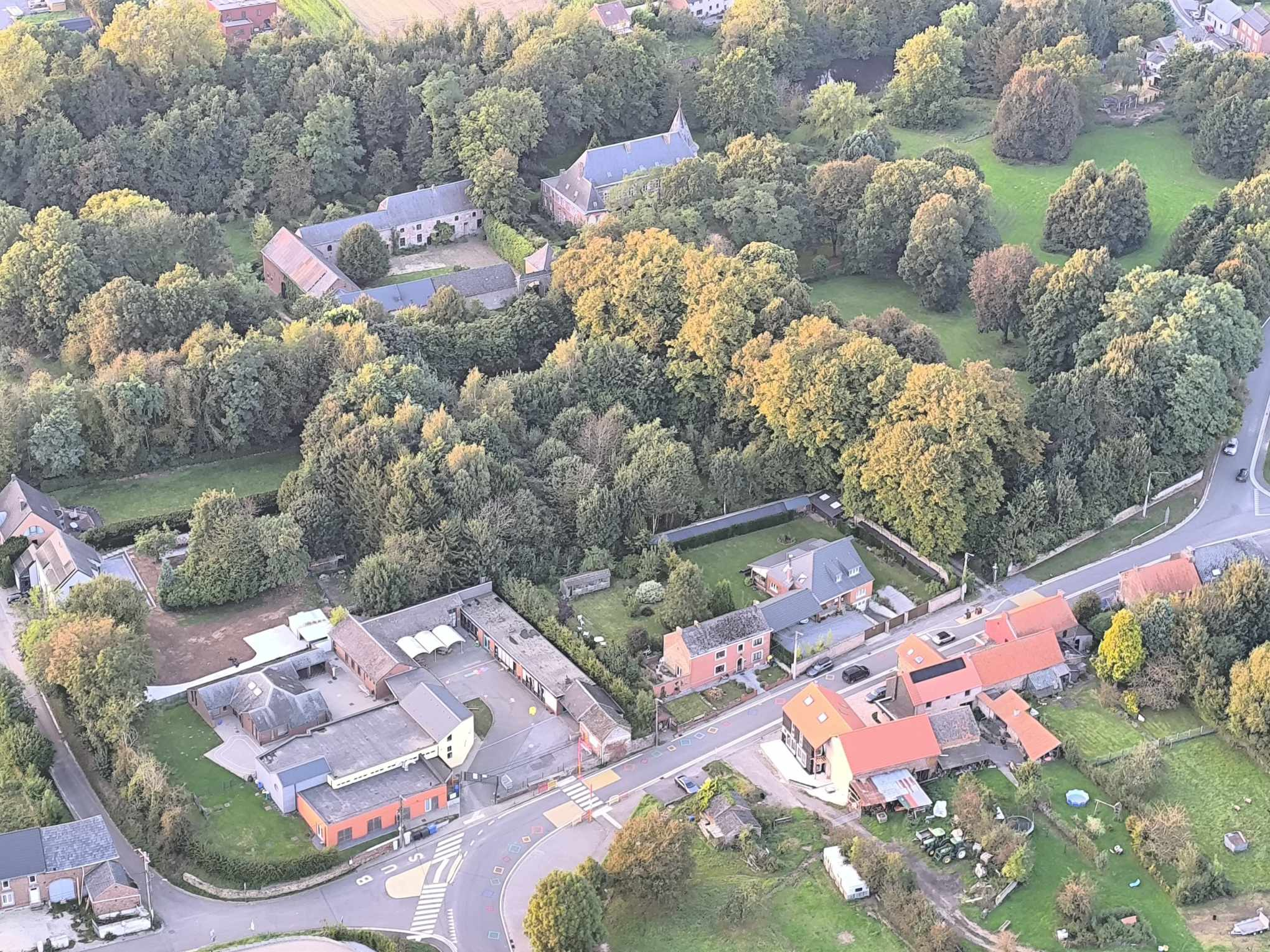
complexe scolaire de Seron et parc du château
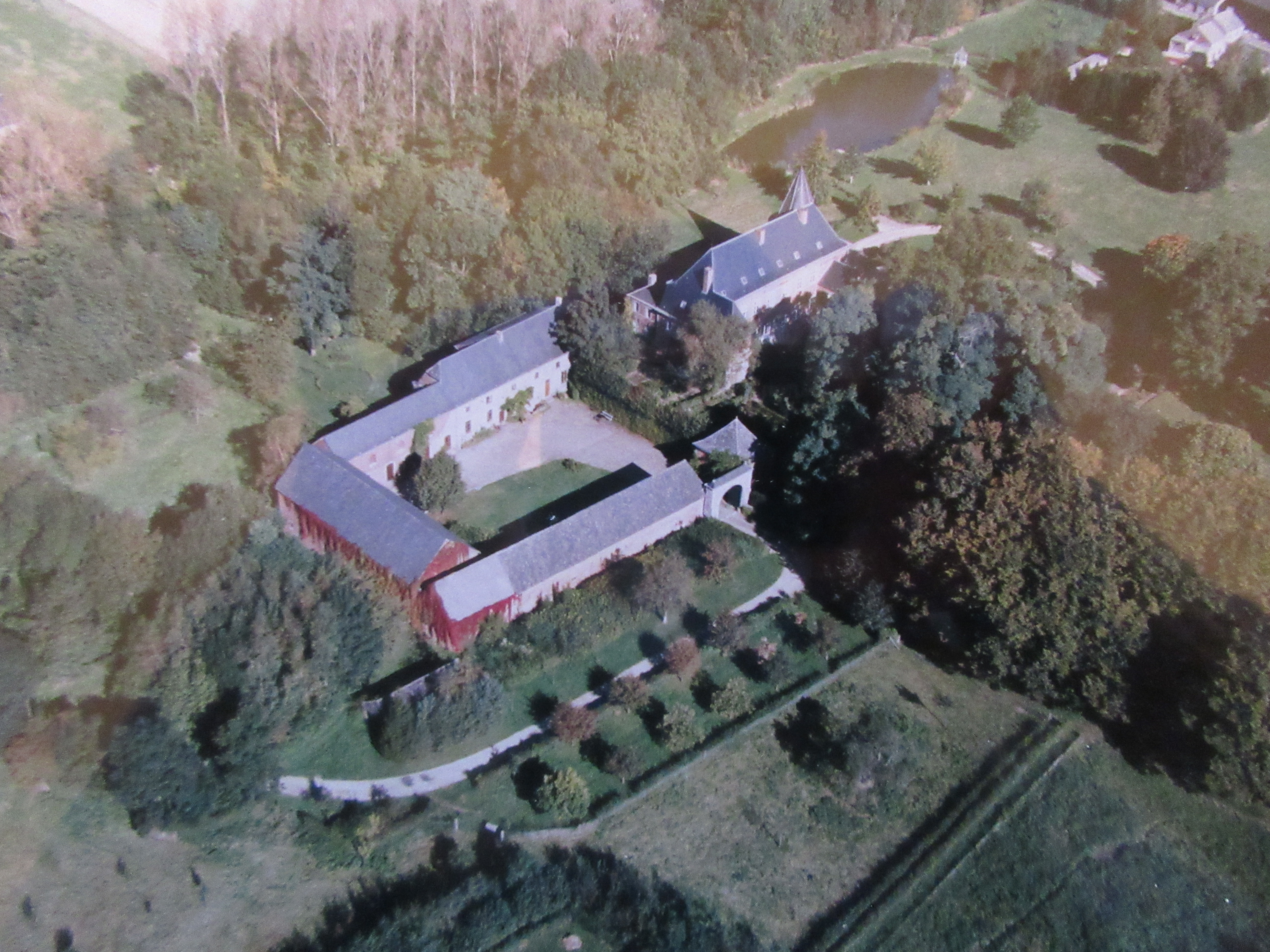
Vue aérienne du château de Seron et de la ferme, 1633